# 三建ハウス

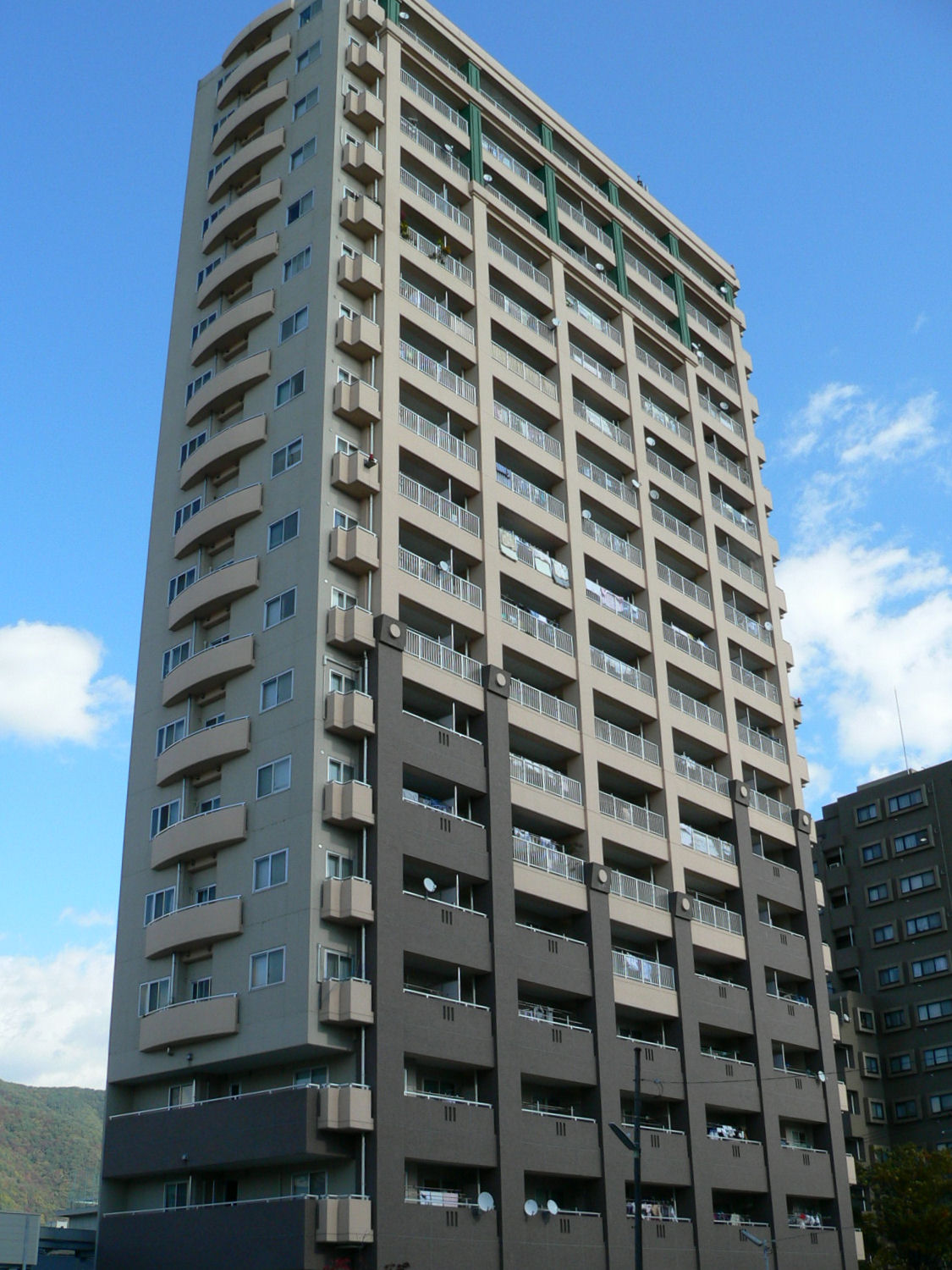
セインツタワー

三建ハウス（さんけんハウス）はかつて山梨県甲府市にあった不動産会社である。

## 概要
1972年（昭和47年）創業。1999年（平成11年）、甲府市北口に山梨県としては初めてとなる60m越えの高層マンション「セインツタワー」（18階建、高さ60m、82戸）を竣工し、販売。さらに2007年（平成19年）には90m越えの高層マンション「セインツ.25」（25階建、高さ94m、112戸）を竣工、販売するなど県内の高層マンション事業を手掛けていたほか、甲府リバーサイドタウン内にある「リバーサイド住宅公園」にモデルハウスを作るなど住宅事業も行っていた。
しかし甲府市内でのマンション競争の激化による値下げ攻勢や世界金融危機 による不景気の影響を受けた形となり、資金繰りが悪化。1999年には32億円の売上げがあったものの2009年（平成21年）には14億円、2010年（平成22年）には年商ベースで2億6000万円まで減らし赤字に転落していた。そして2011年（平成23年）5月に甲府市太田町の事業所を閉鎖し自己破産を申請した。